# Konrad Celtis

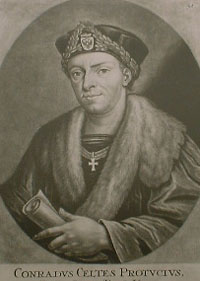
Konrad Celtis

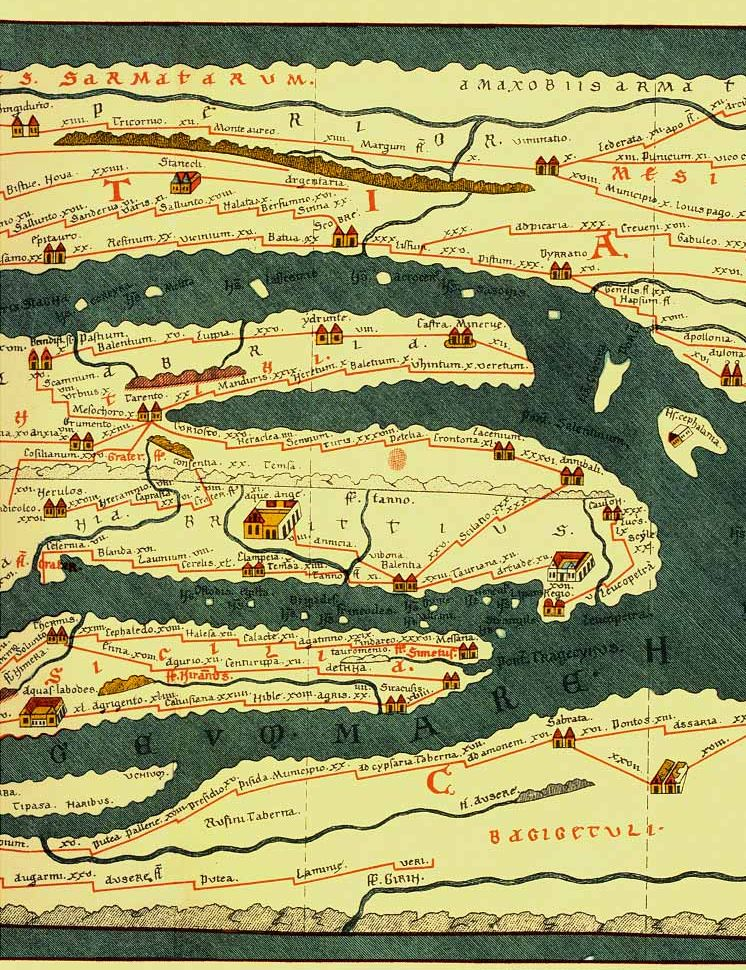
Fragment mapy Tabula Peutingeriana

Konrad Celtis, właśc. Konrad Pickel (Bickel), znany też jako Celtes, Conradus Protacius Johannis de Herbipoli, Protucius (Meissel), (ur. 1 lutego 1459 w Wipfeld pod Würzburgiem, zm. 4 lutego 1508 w Wiedniu) – niemiecki humanista, nauczyciel uniwersytecki, poeta i wydawca.

## Życiorys
Urodzony w Wipfeld w Dolnej Frankonii, był synem chłopa Jana Pickla (Bickela). Celtis, w 1477 lub 1478, rozpoczął studia w Kolonii, a od 1484 u Rudolfa Agricoli i Dalbergów w Heidelbergu. Poznawał tam języki grecki i hebrajski, a wkrótce uzyskał magisterium. Przez pewien czas (1485–1487) dawał wykłady humanistyczne nt. Platona, Cycerona i Horacego w trakcie swoich podróży do Erfurtu, Rostocka i Lipska, gdzie organizował wystawienia dramatów antycznych oraz wydał dwie tragedie Seneki. Jego pierwsze dzieło nosiło tytuł Ars versificandi et carminum, ok. 1486, ("Sztuka pisania wierszy i pieśni"). W dalszej kolejności (1486-1487) podróżował z wykładami do Rzymu, Florencji, Bolonii i Wenecji. W Rzymie zapoznał się z Akademią Pomponiusza Leta, we Florencji pogłębił znajomość filozofii platońskiej i poznał Marsilio Ficina, w Bolonii - Beroalda starszego, a w Ferrarze - Guarina.
Gdy Celtis wrócił do Niemiec, w kwietniu 1487, cesarz Fryderyk III uwieńczył go wawrzynem poetyckim nadając mu miano poety laureata. W trakcie tej samej ceremonii w Norymberdze Celtisowi nadano stopień doktora. Następnie Celtis odbył podróż z wykładami po całym cesarstwie. W trakcie tej podróży, w 1488, trafił do Krakowa. Na tutejszym uniwersytecie, od półrocza letniego 1489, studiował matematykę i astronomię u Wojciecha Brudzewskiego oraz nauki przyrodnicze, prowadząc jednocześnie pozauniwersyteckie wykłady z retoryki i poetyki. W Krakowie też poznał i zaprzyjaźnił się z wieloma innymi humanistami, m.in.: Wawrzyńcem Korwinem i Kallimachem. Korespondował z Caritas Pirckheimer, którą nazwał nową Hrotsvithą. Założył także humanistyczne towarzystwo kształcenia wzorowane na rzymskich akademiach. Krakowskie stowarzyszenie nosiło nazwę Sodalitas Litteraria Vistulana ("Nadwiślańskie Towarzystwo Literackie"), skupiające m.in.: Wojciecha z Brudzewa, Jana Sommerfelda starszego, Jana Ursinusa Bera i Wawrzyńca Korwina. W Krakowie wykształcił ostatecznie swój talent poetycki. Odznaczył się w polskim ruchu naukowo-literackim na przełomie XV/XVI w., szczególnie w rozwoju polskiej kultury humanistycznej.
W 1490 (lub 1491) ruszył w dalszą wędrówkę. Na Węgrzech ustanowił stowarzyszenie podobne do krakowskiego - Sodalitas Litterarum Hungaria ("Węgierskie Towarzystwo Literackie"). W trakcie podróży zatrzymał się jeszcze w Ratyzbonie, Pasawie i Norymberdze. W Heidelbergu ustanowił Sodalitas Litterarum Rhenana ("Nadreńskie Towarzystwo Literackie"). Dwa kolejne stowarzyszenia humanistyczne założył w Moguncji iWiedniu. Później, w 1492, trafił do Lubeki i Ingolstadt. Gdy zaraza spustoszyła Ingolstadt (1497), Celtis przeniósł nauczanie do Heidelbergu. W tym momencie był już profesorem. W 1497 Celtes został wezwany do Wiednia przez cesarza Maksymiliana I, który nadał mu tytuł nauczyciela sztuki poezji i konwersacji wraz z pierwszym tego rodzaju imperatorskim Privilegium. W Wiedniu wykładał dzieła klasycznych pisarzy. W 1502 utworzył Collegium poetarum et mathematicorum - kolegium poetów i matematyków. Sześć lat później zmarł.
Nauki Konrada Celtisa nie uległy zapomnieniu, szczególnie jeśli chodzi o historię. Był pierwszym, który nauczał historii świata jako całości. Zaczął prace nad Germania Illustrata od Germania generalis oraz De rigine situ, moribus et institutis Norimbergae libellus ("Książka o strukturze, zwyczajach i instytucjach Norymbergi"). Odkrył i opublikował pisma Hrotsvithy z Gandersheim. Odkrył mapę dróg wojskowych Imperium Rzymskiego - Tabula Peutingeriana. Jako bibliotekarz cesarskiej biblioteki Maksymiliana I zgromadził liczne manuskrypty greckie i łacińskie.
Z przekonań był on bardziej swobodnie myślącym humanistą i większą wartość przykładał do wierzeń starożytnych pogan niż do ideałów chrześcijańskich. W poglądach filozoficznych skłaniał się ku neoplatonizmowi i panteizmowi. Dyskutował na ten temat gwałtownie ze swoim przyjacielem W. Pirckheimerem. W twórczości poetyckiej, która obejmuje głównie drobne utwory, nawiązywał do wzorców antyku i włoskiego renesansu. Pisał elegie, epigramaty oraz ody. Wiele utworów zawiera reminiscencje z pobytu w Polsce, m.in. w "De navigatione sua Sarmatica" (1492) zawarł opis podróży Wisłą z Krakowa do morza. Jak chce tradycja, ...z miłości do Polki, którą bibliografowie tylko po imieniu Halszką nazywają, uczył się języka polskiego.

## Twórczość
- Ars versificandi et carminum, Lipsk ok. 1486, drukarnia K. Kachelofen, (wznow.: Lipsk ok. 1494, drukarnia M. Landsberg)
- Epitoma in utramque Ciceronis rhetoricam cum arte memorativa nova et modo epistolandi utilissimo, Ingolstadt 1492, (tu traktat o pisaniu listów wielokrotnie przedr., m.in. w książce: Vires De conscribendis epistolis libellus, Bazylea 1537)
- Proseuticum ad Fridericum III pro laurea Apollinari, Norymberga 1487, drukarnia F. Creussner
- Oeconomia, Wiedeń 1499-1500, drukarnia J. Winterburg, (gł. epigramaty, ost. wyd.: F. F. Leitschuch "Studien u. Quellen z. deutschen Kunstgeschichte d. XV–XVII Jh.", Fryburg 1912, Collectanea Friburgensia, N. S. 14)
- Ludus Dianae in modum comoediae coram Maximiliano... actus, wyst. Linz 1501
- Quatuor libri amorum secundum quatour latera Germaniae... (... de origine, situ, moribus et institutis Norimbergae libellus incipit), Norymberga 1502, (2 pieśni: Carmen... ad Vistulam fluvium, Salinaria... ad Janum Terinum, przedr. w J. Pistorius Polonicae historiae corpus, Bazylea 1582)
- De origine, situ, moribus et institutis Norimbergae libellus, Norymberga 1502, (wznow. wyd. K. Hegel Nürnb. Städtechroniken, t. 1)
- Libri odarum quatuor, cum epodo et saeculari carmine, wyd. J. Wadianus, Argentorati 1513, drukarnia Schurer, (ost. wyd.: F. Pindter, Lipsk 1937, Bibliotheca...)
- Fünf Bücher Epigramme, wyd. K. Hartfelder, Berlin 1881, (fragmenty tłum.: L. Kondratowicz Dzieje literatury polskiej, t. 1, Wilno 1850, s. 214-215, wyd. 2, Warszawa 1875, s. 272-274)
- Oratio in Gymnasio in Ingolstadio publice recitata cum carminibus ad orationem pertinentibus, wyd. H. Rupprich, Lipsk 1932, Bibliotheca..., (pojedyncze elegie, ody i epigramaty przeł. K. Jeżewska, wyd. A. Jelicz Antologia poezji polsko-łacińskiej 1470-1543, Warszawa 1956)

## Listy i materiały
- "Der Briefwechsel des Konrad Celtis. Gesammelt, herausgegeben und erläutert von H. Rupprich", Monachium 1934, Veröffentlichungen d. Komission z. Erforschung d. Geschichte d. Reformation u. Gegenreformation Humanistenbriefe, t. 3, (m.in. listy od: Jana Aesticampiana Rhagiusa, Wawrzyńca Korwina, Jana Sommerfelda, Wojciecha z Brudzewa; z lat 1492-1503)
- C. Celtis per sodalitatem litterarium Rhenanam vita, wyd. w "Der Briefwechsel des Konrad Celtis. Gesammelt, herausgegeben und erläutert von H. Rupprich", Monachium 1934, Veröffentlichungen d. Komission z. Erforschung d. Geschichte d. Reformation u. Gegenreformation Humanistenbriefe, s. 610 nn.
- "Ogłoszenie o wykładzie epistolografii z 1489", ogł. J. Fijałek "Studia do dziejów Uniwersytetu Krakowskiego..." w: Rozpr. AU Wydz. Filol., t. 29 (1899), s. 24 i odb. Kraków 1898

## Literatura dodatkowa
- Tadeusz Sinko: Celtis Konrad. W: Polski Słownik Biograficzny. T. 3: Brożek Jan – Chwalczewski Franciszek. Kraków: Polska Akademia Umiejętności – Skład Główny w Księgarniach Gebethnera i Wolffa, 1937, s. 226–227. Reprint: Zakład Narodowy im. Ossolińskich, Kraków 1989, ISBN 83-04-03291-0